# Roberto Mantovani

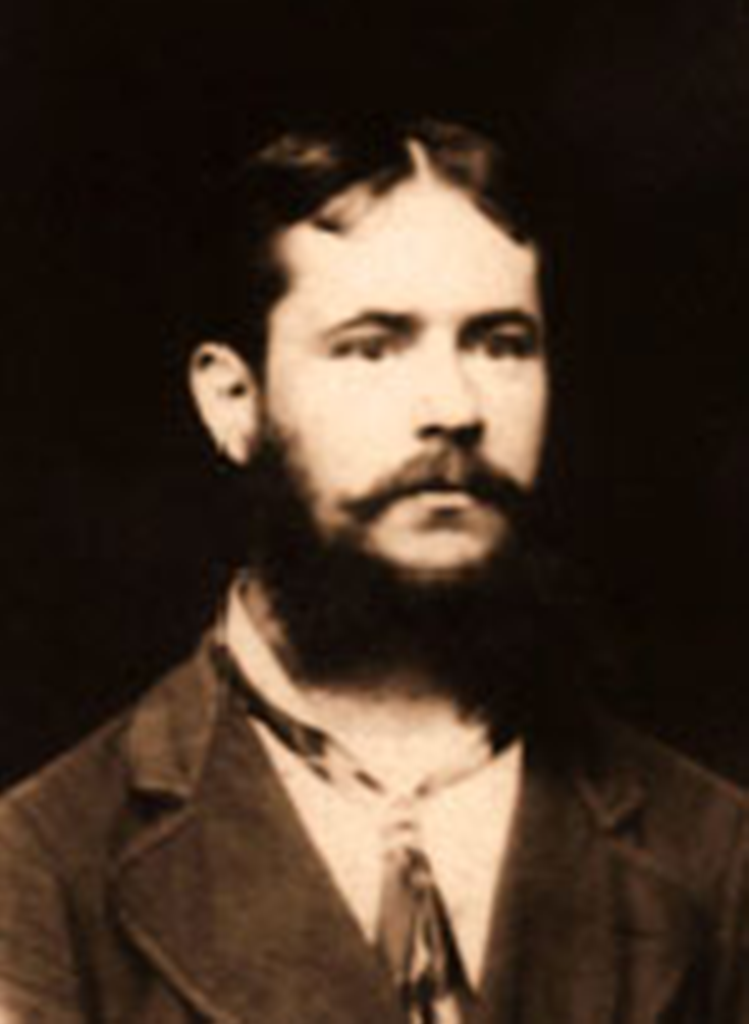
Roberto Mantovani

Roberto Mantovani (* 25. März 1854 in Parma; † 10. Januar 1933 in Paris) war ein italienischer Geowissenschaftler und Violinist.
Mantovanis Vater, Timoteo, starb sechs Monte nach Robertos Geburt. Seine Mutter, Luigia Ferrari, leitete ihn in seinen Studien, und im Alter von elf Jahren wurde er als Internatsschüler an der königlichen Schule für Musik akzeptiert, wo ihm 1872 der Titel eines Ehrendoktors zuteilwurde. Mantovani bevorzugte jedoch immer die exakten Wissenschaften und die Literatur vor der Musik.
Mantovani veröffentlichte 1889 und 1909 eine Theorie der Erdexpansion. Er nahm an, dass ein geschlossener Kontinent die gesamte Oberfläche einer damals sehr viel kleineren Erde bedeckte. Durch vulkanische Tätigkeit aufgrund von Wärmeausdehnung brach dieser Kontinent auseinander, wobei sich die neu entstandenen Kontinente immer weiter voneinander entfernten, da die Aufrisszonen immer weiter expandierten und heute den Bereich der Ozeane bilden.
Alfred Wegener sah Ähnlichkeiten zu seiner eigenen Theorie der Kontinentaldrift und anerkannte Mantovani als einen seiner Vorgänger, er erwähnte jedoch Mantovanis Erdexpansionshypothese nicht. Wegener schrieb:

„Mantovani hat 1909 in einem kurzen Artikel Ideen über Kontinentverschiebungen geäußert und durch Kärtchen erläutert, die zwar zum Teil von den meinigen abweichen, an einigen Stellen aber, wie z. B. in bezug auf die ehemalige Gruppierung der Südkontinente um Südafrika, erstaunlich damit übereinstimmen.“